# Georges de Selve
Georges de Selve (Francia, 1508 – Lavaur, 12 aprile 1541) è stato un vescovo cattolico francese.

## Biografia
Vescovo della diocesi di Lavaur dal 1526 al 1540, fu traduttore delle Vite di Plutarco, lavoro portato a termine da Jacques Amyot.